# Richard Wright (fotbollsspelare)
Richard Ian Wright, född 5 november 1977, är en före detta engelsk fotbollsmålvakt. Han representerade bland annat Ipswich Town FC och Arsenal FC samt gjorde två landskamper för det engelska landslaget.